# Championnats du monde de course d'orientation 1987
Navigation
Édition précédente Édition suivante
Les championnats du monde de course d'orientation 1987, douzième édition des championnats du monde de course d'orientation, ont lieu du 3 au 5 septembre 1987 à Gérardmer, en France.

## Podiums
Femmes
| Épreuves          | Or                                                                               | Argent                                                   | Bronze                                                                       |
| ----------------- | -------------------------------------------------------------------------------- | -------------------------------------------------------- | ---------------------------------------------------------------------------- |
| Femmes Individuel | Suède Arja Hannus                                                                | Suède Karin Rabe                                         | République tchèque Jana Galikova                                             |
| Femmes Relais     | Norvège Ragnhild Bratberg Ragnhild Bente Andersen Ellen Sofie Olsvik Brit Volden | Suède Arja Hannus Katarina Borg Marita Skogum Karin Rabe | République tchèque Iva Kalibanova Iva Slaninova Ada Kucharova Jana Galikovan |

Hommes
| Épreuves          | Or                                                             | Argent                                                            | Bronze                                                        |
| ----------------- | -------------------------------------------------------------- | ----------------------------------------------------------------- | ------------------------------------------------------------- |
| Hommes Individuel | Suède Kent Olsson                                              | Norvège Tore Sagvolden                                            | Suisse Urs Flühmann                                           |
| Hommes Relais     | Norvège Morten Berglia Håvard Tveite Tore Sagvolden Øyvin Thon | Suisse Markus Stappung Stefan Bolliger Kaspar Oettli Urs Flühmann | Suède Kent Olsson Hans Melin Jörgen Mårtensson Lars Lönnkvist |

## Tableau des médailles
- Pays organisateur

| Rang  | Nation             | Or | Argent | Bronze | Total |
| ----- | ------------------ | -- | ------ | ------ | ----- |
| 1     | Suède              | 2  | 2      | 1      | 5     |
| 2     | Norvège            | 2  | 1      | 0      | 3     |
| 3     | Suisse             | 0  | 1      | 1      | 2     |
| 4     | République tchèque | 0  | 0      | 2      | 2     |
| Total | Total              | 4  | 4      | 4      | 12    |